# Сопос (озеро)
Сопос — озеро в Ивдельском городском округе Свердловской области России.

## Географическое положение
Озеро расположено в 1 километре к юго-востоку от посёлка Массава, на левом берегу реки Сопос, в 0,3 километрах от русла реки, с которым соединено протокой. Озеро площадью — 0,4 км², с уровнем воды — 64,2 метра.

## Описание
Озеро имеет поверхностный сток — протока в реку Сопос. Берега местами заболочены и покрыты лесом. В озере водится щука, карась, окунь, налим, чебак и водоплавающая птица.